# María Trúbnikova
Maria Vasilievna Trubnikova (en ruso: Мари́я Васи́льевна Тру́бникова, de soltera Ivasheva [en ruso: Ивашева]; 6 de enero de 1835 - 28 de abril de 1897) fue una feminista y activista rusa.
De ascendencia mixta rusa y francesa, Trubnikova quedó huérfana a una edad temprana y posteriormente fue criada por un pariente rico. A los 19 se casó; ella y su marido, Konstantin, tuvieron siete hijos. En la edad adulta, Trubnikova organizó un salón literario exclusivo para mujeres que se convirtió en un centro de activismo feminista. También mantuvo conexiones internacionales con colegas feministas en Inglaterra, Francia y otros países. Junto a Anna Filosófova y Nadezhda Stásova, a quienes fue mentora, Trubnikova fue una de las primeras líderes del movimiento de mujeres ruso.
Juntas, las tres amigas y aliadas fueron llamadas el «triunvirato». Fundaron y dirigieron una serie de organizaciones diseñadas para promover la independencia cultural y económica de las mujeres, incluida una cooperativa editorial. Posteriormente, lograron presionar a los funcionarios del gobierno para que permitieran la educación superior para las mujeres, aunque la continua oposición significó que sus éxitos en ocasiones fueran limitados o revertidos. Más tarde, Trubnikova experimentó graves enfermedades y dificultades personales, y murió en 1897.

## Primeros años de vida
Ivasheva nació en Chitá, krai de Zabaikalie en el extremo oriental de Rusia, el 6 de enero de 1835, la segunda de cuatro hijos. Su padre, Vasili Ivashev, había participado en la revuelta decembrista diez años antes y, en consecuencia, había sido enviado al exilio en Siberia. La madre de Ivasheva, Camille LeDentu (alternativamente LeDantieux), era de ascendencia francesa. Ivasheva creció junto a tres hermanos. Sus padres fallecieron cuando ella era muy joven (en 1839 y 1840); su madre murió al dar a luz.
Posteriormente, Ivasheva fue criada por una tía más rica, la princesa E. N. Khovanskaia. Recibió una educación de tutores privados, descrita por el historiador Richard Stites como «magnífica» según los estándares de la época. A los 19 años, en 1854, se casó con Konstantin Trubnikov, un terrateniente y funcionario del gobierno, y tomó su nombre (en forma femenina, Trúbnikova). Trubnikov «la impresionó con su liberalismo», según la historiadora Rochelle Ruthchild. Otro historiador, Stites, señala que la cortejó «leyendo [sus] pasajes de Herzen», un escritor radical ruso. Ella y Trubnikov tuvieron siete hijos (incluida Olga Konstantinovna Bulanova-Trubnikova), aunque sólo cuatro, todas hijas, sobrevivieron hasta la edad adulta. Trubnikov, utilizando la herencia de Trúbnikova para financiarse, más tarde se convirtió en comerciante de acciones y fundó un periódico, Birzhevyie Vedomosti.

## Carrera
Trúbnikova fue influenciada por los escritos de escritores franceses como Jules Michelet y Henri de Saint-Simon. Trúbnikova, de fuerte personalidad, fue mentora de otras mujeres interesadas en el feminismo. Organizó un salón literario que incluía a un gran grupo de mujeres adineradas preocupadas por la situación económica y educativa de las mujeres en Rusia. El salón exclusivo para mujeres de Trubnikova, establecido en 1855, era una rama de un salón mixto más grande. La académica Rochelle Ruthchild escribe que las mujeres que organizaban estos salones mixtos eran «a menudo idealizadas como musas que inspiraban la creatividad masculina». Trubnikova, sin embargo, buscó activamente educar a sus compañeras sobre cuestiones feministas, viendo su nuevo salón como un «lugar para empoderarlas». Aprovechó cualquier oportunidad para reclutar mujeres para su causa; por ejemplo, durante una cita médica de rutina, convenció a su médico para que enviara a su esposa al salón. La historiadora Natalia Novikova la describe como «sincera, considerada y una oradora convincente».
Trubnikova, Nadezhda Stásova y Anna Filosófova se convirtieron en amigas y aliadas cercanas, y sus contemporáneos se referían a ellas como el «triunvirato». Tanto Filosófova como Stasóva escribieron que eran «cabezas huecas» antes de conocerla. Las tres pasaron gran parte de sus vidas centrándose en la «cuestión de la mujer», como se llamaba entonces, liderando el primer movimiento feminista organizado en el Imperio ruso. A diferencia del movimiento nihilista ruso, Trubnikova y los demás miembros del triunvirato no eran radicales en estilo ni moda, y conservaron su estatus en la clase alta.
El triunvirato, junto con otros, fundó la Sociedad de Alojamiento Barato y Otros Beneficios para los Ciudadanos de San Petersburgo en 1859. El grupo tenía dos facciones, el «partido alemán» y el «partido ruso», que diferían en su enfoque preferido. Los «alemanes» favorecían un método de filantropía entonces tradicional que implicaba una estrecha supervisión de los pobres. Los «rusos» se centraron en la autoayuda y la ayuda directa, intentando evitar la condescendencia y mantener la privacidad de los ayudados. A principios de 1861, la organización se dividió en dos, con el triunvirato Stasova-Trúbnikova-Filosúfova liderando a los «rusos». Los estatutos del grupo reducido fueron aprobados en febrero de 1861 y Trúbnikova fue elegida por unanimidad como su primera presidenta. La organización proporcionó alojamiento y trabajo como costureras a sus clientas (principalmente viudas y esposas cuyos maridos las habían abandonado). Incluía una guardería y una cocina comunitaria.

### Conexiones internacionales e impulso a la educación
Mientras estaba en Francia en el verano de 1861, Trúbnikova leyó La femme affranchie de Jenny d'Héricourt y comenzó a mantener correspondencia con su autora. A través de d'Héricourt, también se conectó con Josephine Butler y John Stuart Mill. Mill apoyó sus esfuerzos en Rusia y su correspondencia fue una fuente de inspiración para su obra La esclavitud de las mujeres. En 1863, Trúbnikova, Stásova y Anna Engelhardt fundaron la primera cooperativa editorial de mujeres rusas. La cooperativa, que empleaba a más de treinta mujeres, se centró en la redacción y la traducción; publicó una amplia variedad de libros, incluidos libros de texto, trabajos científicos y cuentos para niños. La cooperativa duró hasta 1879. Trubnikova también trabajó como traductora en el periódico fundado por su marido, Birzhevyie Vedomosti.
Trúbnikova y Stásova comenzaron a presionar, en 1867, para que las universidades rusas crearan cursos para mujeres. La campaña comenzó con una reunión en los apartamentos de Trúbnikova entre «unas treinta mujeres y cuarenta y tres eruditos», donde se acordó un plan de acción. Demostrando «una habilidad considerable para conseguir el apoyo popular», según la historiadora Christine Johanson, las mujeres escribieron una petición cuidadosamente redactada al zar Alejandro II. Recogieron más de 400 firmas entre mujeres de clase media y alta. Sin embargo, hubo una oposición generalizada a la educación de las mujeres, incluso por parte del ministro competente, Dmitri Tolstói. Tolstói argumentó que las mujeres abandonarían la educación después de casarse y desestimó a los firmantes afirmando que eran «ovejas» que simplemente seguían la última moda. Rechazó la petición a finales de 1868, pero permitió conferencias públicas mixtas a las que podían asistir las mujeres, bajo la presión del zar (entonces Alejandro II). Sin embargo, estos fueron rápidamente adoptados, abrumadoramente por mujeres. A lo largo de la campaña, Trúbnikova mantuvo informados a los corresponsales extranjeros de sus avances y recibió el apoyo de Mill y del escritor feminista francés André Leo.
El triunvirato también apeló al ministro de Guerra, Dimitri Miliutin, quien aceptó ser anfitrión de los cursos después de ser persuadido por su esposa, su hija y Filosófova. Tolstói respondió permitiendo las conferencias en sus propios apartamentos, donde podía supervisarlas. El movimiento político a favor de la educación de las mujeres siguió creciendo y, en octubre de 1869, el gobierno ruso permitió un conjunto limitado de cursos para mujeres sobre materias avanzadas (incluidas «química, historia, anatomía, zoología y literatura rusa»). Los cursos comenzaron en enero de 1870. A los que asistieron más de 200 mujeres, pasaron a ser conocidos como los cursos Vladimirskii, en honor a su anfitrión a partir de 1872, el Vladimir College.

### Años posteriores
En 1869, Trúbnikova abandonó Rusia temporalmente para buscar tratamiento para una enfermedad mental y reunirse con Butler y Marie Goegg en Suiza. Novikova escribe que Trubnikova «era considerada por muchas feministas europeas como una figura destacada del movimiento de mujeres ruso». Pero para entonces su marido se había vuelto menos liberal y se oponía activamente a su trabajo. También había perdido gran parte de la herencia que le había dejado su tía en la bolsa de valores. A su regreso a Rusia en 1876, Trúbnikova y su marido se separaron y ella tuvo problemas con el dinero. Sus hijas, que eran activistas radicales, comenzaron a apoyarla y ella también trabajó como escritora y traductora. Trúbnikova organizó reuniones de sociedades ilegales en su casa y una vez ayudó a ocultar a la revolucionaria Sofía Peróvskaya. En 1878, su enfermedad hizo que se volviera mucho menos activa, aunque trabajó por la liberación de dos de sus hijas tras su arresto en 1881. Se mudó al campo cerca de Tambov en 1882 y regresó a San Petersburgo sólo dos veces más. Una gripe grave durante el invierno de 1893 a 1894 empeoró la condición de Trubnikova y fue trasladada a un asilo. Murió en el asilo de San Petersburgo «en brazos de su hija menor» el 28 de abril de 1897. Trubnikova fue enterrada en el Cementerio Novodévichi de San Petersburgo y sus colegas la recuerdan como «el corazón y el alma» del activismo feminista en Rusia.

## Lectura adicional
- Arsenyev, Konstantin Konstantinovich, ed. (1907). «Трубникова, Мария Васильевна» [Trubnikova, Maria Vasilievna]. Энциклопедический словарь Брокгауза и Ефрона [Diccionario enciclopédico Brockhaus y Efron] (en ruso). San Petersburgo: F. A. Brockhaus.

- Datos: Q15069664
- Multimedia: Maria Trubnikova / Q15069664